# Памятная медаль в честь переписи населения Маньчжоу-Го
Памятная медаль в честь переписи населения Маньчжоу-Го (яп. 国勢調査記念章) — медаль Маньчжоу-Го, учреждённая императорским эдиктом № 173 от 1 октября 1940 года, в память о переписи населения Маньчжоу-Го.

## История
С 1920 года каждые 10 лет проводились большие переписи населения в Японской империи. В 1921 году была учреждена Памятная медаль в честь первой всеяпонской переписи населения, а в 1932 году — Памятная медаль в честь переписи населения в Корее.
В 1940 году были проведены масштабные мероприятия по многочисленным переписям населения в марионеточных государствах Японской империи. Были проведены переписи населения в республике Мэнцзян, Маньчжоу-Го, японской Корее, как и в самой Японии. В Маньчжоу-Го перепись установила численность населения в 41.080.907 человек.

## Статут
Медаль вручалась непосредственным участникам переписи населения, а также тем, кто способствовал проведению переписи населения своей работой. Могли быть посмертные награждения. Медаль носится на левой стороне груди.

## Описание награды
Медаль имеет форму правильного круга, диаметром 30 мм. Материал — бронза.
На аверсе: в верхней части герб Маньчжоу-Го — орхидея. Ниже — карта Маньчжоу-Го. На фоне карты изображено правительственное здание в Синьцзине, ныне там расположен Цзилиньский университет.
На реверсе — три столбца иероглифов 康徳七年; 国勢調査記念章; 十月一日 (7-й год Кандэ (1940); Памятная медаль переписи населения; 1 октября).
Лента медали выполнена из муарового шёлка, шириной 37 мм, тёмно-красная, с 12-миллиметровой продольной тёмно-бордовой полосой по центру.

Футляр медали картонный, бордовый. На крышке футляра написано иероглифами название медали. 

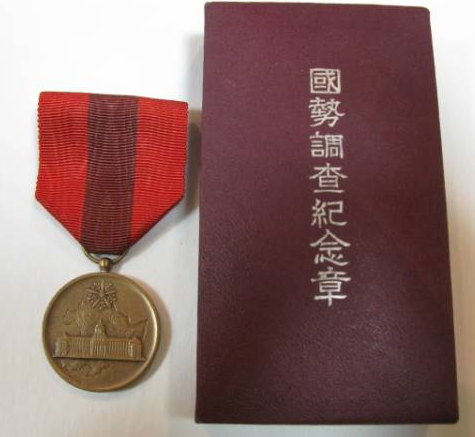
Медаль и футляр
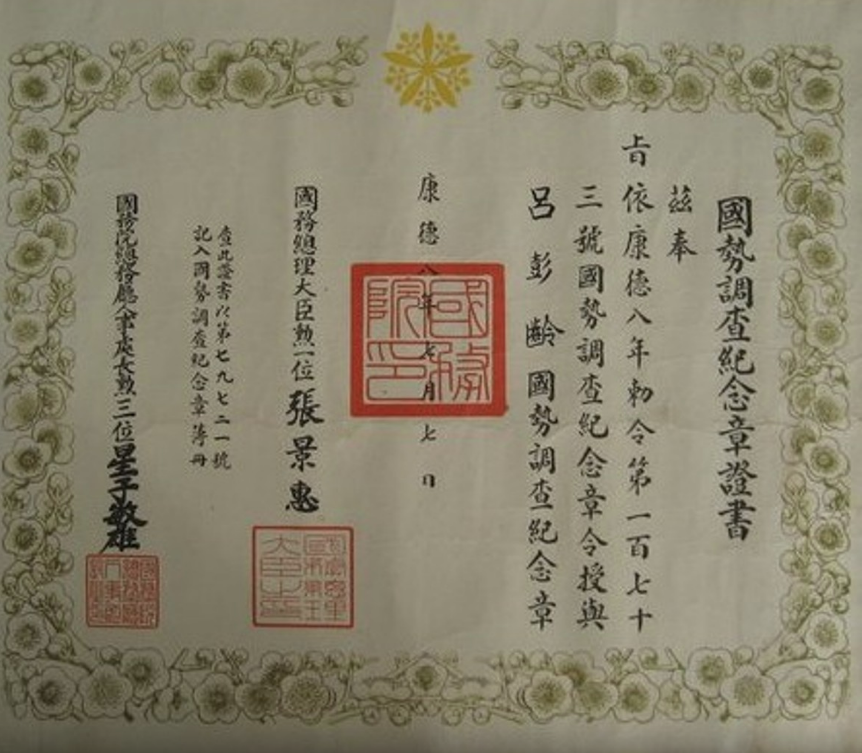
Документ к медали